# Tandtekniker

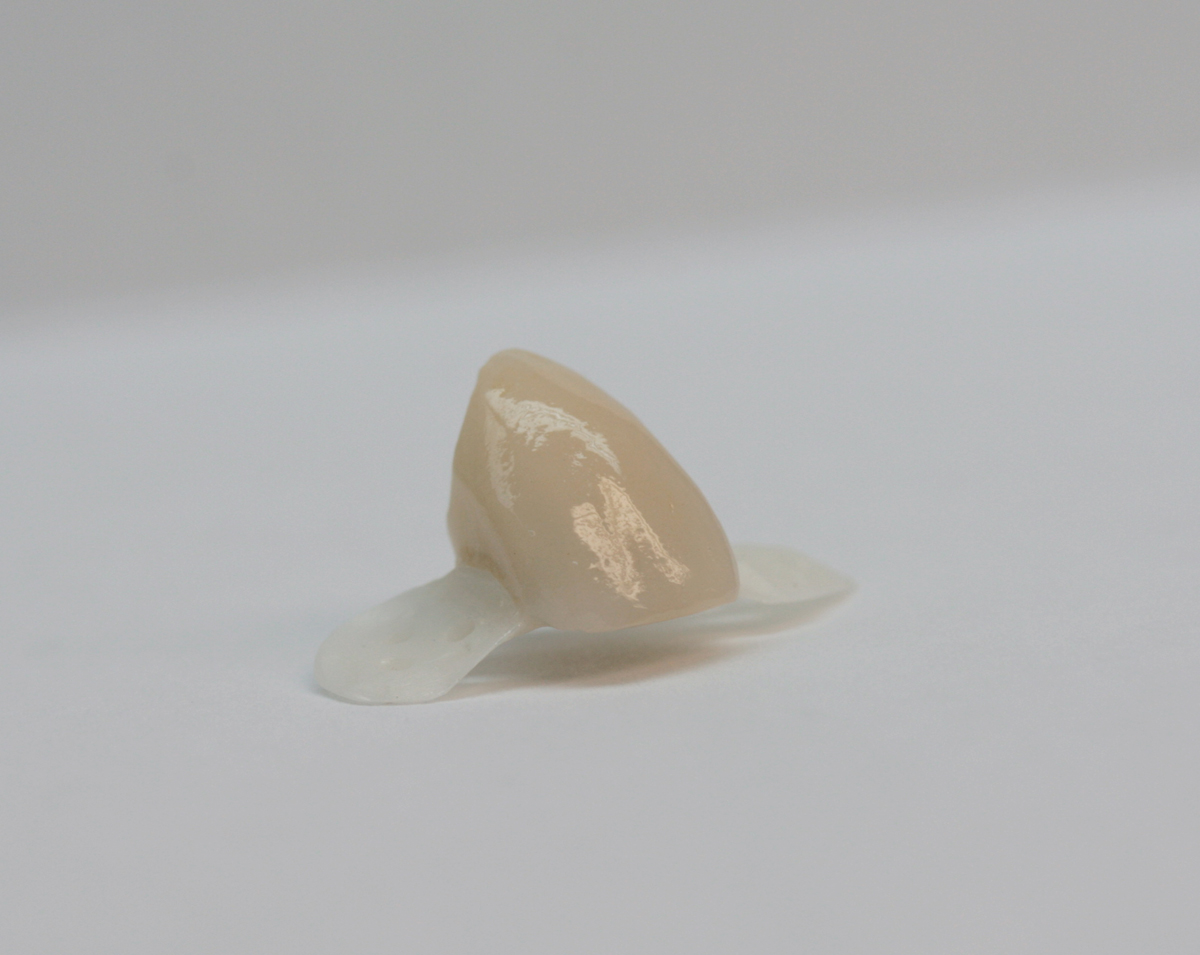
"Tandersättning gjord av en tandtekniker. Tillverkad av en kärna i pressad zirkoniumdioxid som frästs till önskad form med CadCam-teknik därefter bränns keramik på i en färg och form anpassad efter patientens övriga tänder. Fastsätts på patienten med så kallad etsteknik."

Tandtekniker tillverkar tandproteser, kronor, broar (bryggor) och implantat, som tandvården använder för att ersätta förlorade eller skadade tänder med. Till tandteknikerns arbete hör också framställandet av bettskenor och tandregleringsapparatur.
Efter vidareutbildning kan en tandtekniker bli sjukhustandtekniker och arbeta med att bygga exempelvis estetiska proteser såsom ögon av akrylat, näsprotes eller öronprotes. En person som arbetar med detta kallas anaplastalog. För att arbeta som anaplastolog krävs den treåriga högskoleutbildningen till tandtekniker. Dessutom skall man kunna skulptera och modellera kroppsdelar samt kunna spegelvända objekt och ha mycket god färgkänsla.
En tandtekniker kan arbeta offentligt, oftast inom folktandvården, eller vanligen på ett tandtekniskt företag som kallas dentallaboratorium som dock inte är ett laboratorium i vanlig mening.